# کنترپوان

نوازندگان اواخر رنسانس/اوایل باروک، در حال اجرای یک کنسرت سه‌نوازی (۱۶۲۳م)، نقاشی از خرارد فن هونهورست.کنترپوان‌نویسی سه‌صدایی از رایج‌ترین ترکیبات نزد آهنگسازان بوده‌است که به‌خاطر غنای هارمونیک و امکاناتی که بیشتر از دوصدایی دارد، بسیاری از بهترین آثار جهانی با بافتی سه‌صدایی ساخته شده‌است.

کُنْتْرْپوان یا کُنترپوئَن (به فرانسوی: contrepoint) اصطلاحی در تئوری موسیقی است که برای توصیف رابطهٔ دو یا چند سری نت به کار می‌رود که با هم نواخته می‌شوند و از نظر هارمونی با همدیگر هماهنگ هستند اما از نظر ضرب‌آهنگ و ملودی مستقل از یکدیگرند. کنترپوان بیشتر در موسیقی کلاسیک غربی به کار می‌رود و به‌ویژه در موسیقی رنسانس و دوران قواعد مشترک به‌خصوص موسیقی باروک رواج داشت.
تا قرن هشتم میلادی، موسیقی کلاسیک غربی به‌صورت یک‌صدایی اجرا می‌شد. پس از قرن نهم میلادی رو به تکامل نهاد و به‌تدریج به دوصدایی، سه‌صدایی و چندصدایی رسید و نام آن را کنترپوان نهادند. آموزش کنترپوان در قرون گذشته و قبل از ورود هارمونی، بر اساسِ سیستم مدال انجام می‌گرفت که امروزه این روش تغییر کرده‌است. ساختار کنترپوان بستگی به نظرِ آهنگساز از حداقل دو تا حدودِ هشت صدا تشکیل می‌شود و فاصله‌های مجاز عبارتند از: دوم کوچک، دوم بزرگ، سوم کوچک، سوم بزرگ، چهارم درست، پنجم درست، ششم کوچک، ششم بزرگ و اکتاو که طبق قواعد و قوانینی مشخص، ترکیب می‌شوند و عدم رعایت این قوانین، خطا محسوب می‌گردد. این ساختار شامل ترکیبی از کنترپوان‌های «دوصدایی» تا «هشت‌صدایی» است که در درون آن «کنترپوان تقلیدی» و «کنترپوان معکوس» از اهمیت زیادی در مهارت و تکنیکِ کنترپوان‌نویسی برخوردارند.
کنترپوان از دورهٔ رنسانس در اروپا با پیشگامی «مکتب فلاماند» و تلاش آهنگسازانی چون پالسترینا رواج یافت و در دوره باروک به اوج و شکوفایی رسید و در تمامیِ دوره‌ها تا به امروز  از عناصر اصلی موسیقی در آثار آهنگسازان بوده است و از  فرم‌های کانن و فوگ به‌عنوان مهم‌ترین و پیچیده‌ترین بخشِ کنترپوان یاد می‌کنند. در ادامه و با پیدایشِ دانشِ هارمونی که در آن آکوردها به صورت عمودی و هم‌زمان یک ملودیِ واحد را همراهی می‌کردند، آهنگسازان را بر آن داشت تا از هر دو شیوه و تکنیک برای غنای آثار خود استفاده کنند و ضمنِ حفظ ساختار هارمونی، بخش‌هایی مستقل و کنترپوانتیک به‌وجود آورند. در این دوره از موسیقی‌دانانی چون یوهان سباستیان باخ به‌عنوان یکی از موفق‌ترین آهنگسازان در ترکیب هارمونی و کنترپوان یاد می‌کنند.

## تاریخچه

### نامگذاری
واژهٔ کنترپوان در زبان فرانسوی حاصل افزودن پیشوند کُنتر (contre؛ به معنای «مقابل») به واژهٔ پوان (point؛ به معنی «نقطه») است. این واژه ریشه در زبان لاتین دارد و به معنای «نقطه در برابر نقطه» است. از آنجا که در موسیقی حاوی کنترپوان، نت‌ها در پارت‌های مختلف موسیقی به صورت متناظر اجرا می‌شوند و هارمونی ایجاد می‌کنند، برای توصیف این وضعیتِ «نت در مقابل نت» یا «ملودی در مقابل ملودی» از واژهٔ کنترپوان استفاده می‌شود.

### ریشه‌های چندصدایی

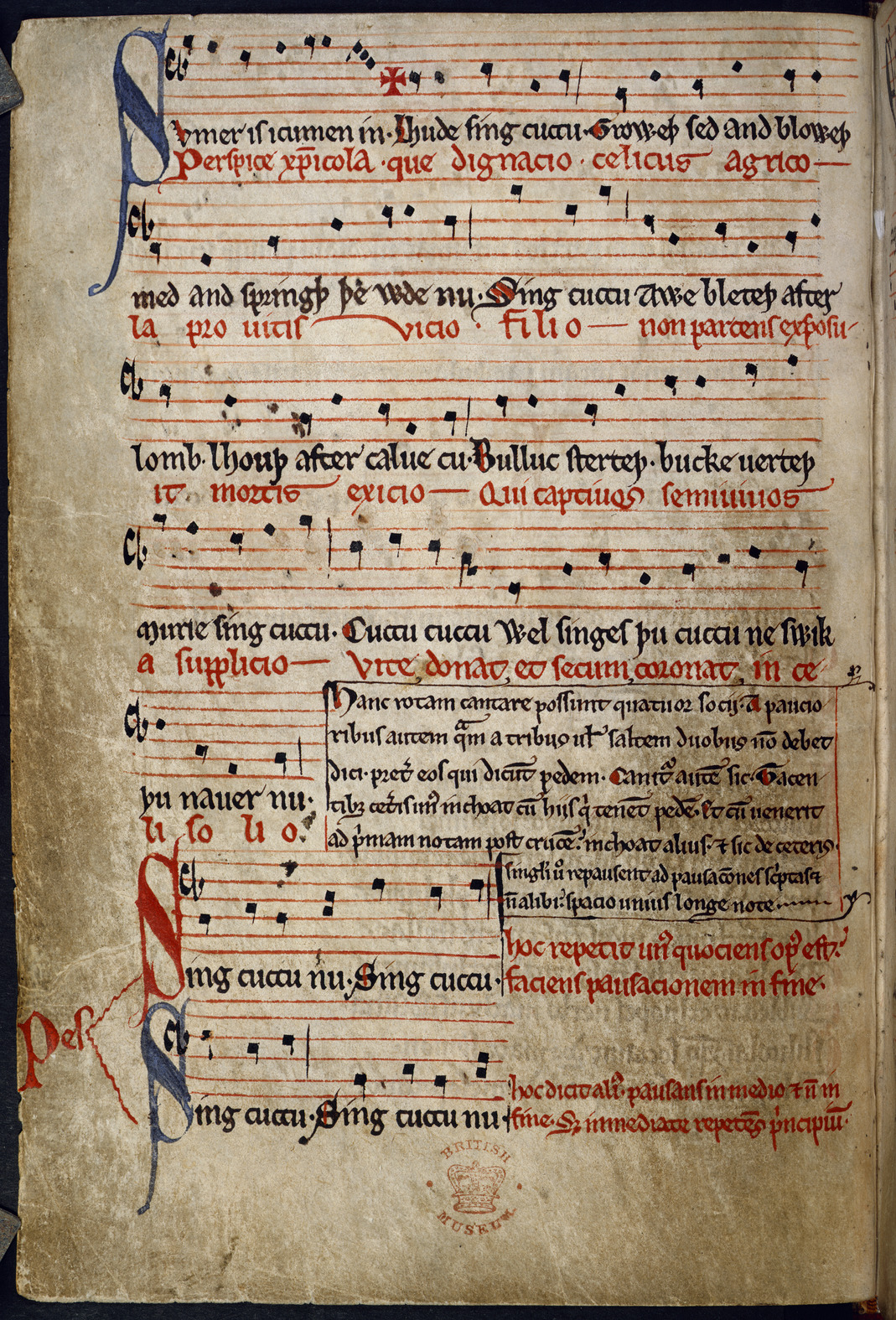
تصویری از دور اولِ قطعهٔ «تابستان آمده‌است» از آهنگسازی ناشناس، مربوط به انگلستان در قرون وسطی که بین سال‌های ۱۲۶۴–۱۲۶۱ نسخه‌برداری شده‌است. این اثر نخستین آهنگ شناخته‌شده در فرم کانن و موسیقی چندصدایی می‌باشد که از شش صدا تشکیل شده‌است.

بر اساس اسناد موجود، پیشینهٔ تئوری علمیِ موسیقی به حدود قرن هشتم پیش از میلاد می‌رسد که یونانی‌ها با استفاده از حروف، نُت‌ها را یادداشت می‌کردند، و سپس به تدریج قواعدی مبتنی بر آواز و صداشناسی تدوین کردند. در روش یونانیان باستان، فقط فواصل چهارم، پنجم و اکتاو فواصلی مطبوع دانسته می‌شدند، و فواصل سوم و ششم نامطبوع محسوب می‌شدند. قواعد یونانی تا قرون وسطی در اروپا رایج بود و در برخی موارد تا قرن پانزدهم نیز ادامه داشت؛ از آنجا که قواعد یونانی بر موسیقی تک‌صدایی متمرکز بود، این قواعد یکی از موانع برای پیشرفت موسیقی چندصدایی بود.
موسیقی چندصدایی به مفهوم سنتی و نه حرفه‌ای، گرچه در تمام جهان به طور هماهنگ و برابر رشد نکرده ولی طیف گسترده‌ای از مردم جهان را در بر می‌گیرد. اعتقاد بر این است که چندصدایی در موسیقی سنتی، بسیار پیشتر از ظهور چندصدایی در موسیقی حرفه‌ای اروپایی سابقه دارد. بنابراین، در حال حاضر دو رویکردِ متفاوت در خصوص پیشینهٔ موسیقی چندصدایی وجود دارد که «مدل فرهنگی» و دیگری «مدل تکاملی» چندصدایی را جستجو می‌کند. مدل فرهنگی ریشه‌های چندصدایی را با توسعهٔ فرهنگ موسیقی بشر مرتبط می‌داند و موسیقی چندصدایی را یک پیشرفت طبیعی می‌داند که به‌تدریج جایگزین تک‌صدایی شده‌است. در سوی دیگر، مدل تکاملی معتقد است خاستگاه آواز چندصدایی بسیار عمیق‌تر است و به مراحل اولیهٔ تکامل انسان مرتبط است. بر اساس این مدل، چندصدایی بخش مهمی از یک نظام مستحکم نزد انسان‌ها بوده و در نتیجهٔ آن سنت‌های آواز چندصدایی به‌تدریج در سرتاسر جهان فراگیر شده‌است.

### سیر تحول کنترپوان

#### از قرن نهم تا دوره رنسانس
ریشه‌های چندصدایی در سنّت‌های کلیسای غربی ناشناخته است و دو رساله از نویسندگانی ناشناس، متعلق به قرن نهم موجود است که معمولاً قدیمی‌ترین نمونه‌های مکتوب موجود از چندصدایی در نظر گرفته می‌شوند. در قرون نخست تا هشتم میلادی، آوازهای کلیسایی در موسیقی غربی به‌طور کُلی یک‌صدایی بودند. در قرن نهم، در مقابل موسیقی «یک‌صدایی»، یک بافت جدید موسیقایی به‌نام «دیافونی» (دوصدایی) مرسوم شد. این شیوه در ابتدا از دو صدا به فاصلهٔ سوم تشکیل می‌شد؛ سپس فاصلهٔ دو صدا به پنجم تغییر داده شد و نام آن را «اُرگانوم» نهادند. در این دوصدایی، ملودی اصلی «تِنور» و ملودی دوم «کُنترشان» (صدای پشتیبان) نام داشت. بعد از آن کاربردِ فاصله‌های اکتاو، پنجم و چهارمِ موازی که در موسیقی یونان نیز رواج داشت، مورد استفاده قرار گرفت. با این حال با توسعهٔ موسیقی چندصدایی، ترکیب و استفاده از فواصل سوم و ششم، به آرامی جایگزین فواصل چهارم موازی شد. موسیقی‌دانان این دوره اعتقاد داشتند که فواصل سوم و ششم، شیرین‌تر و برای موسیقی چندصدایی بهتر است و همچنین دارای انعطاف و هماهنگی با سازهای جدید نیز هست.

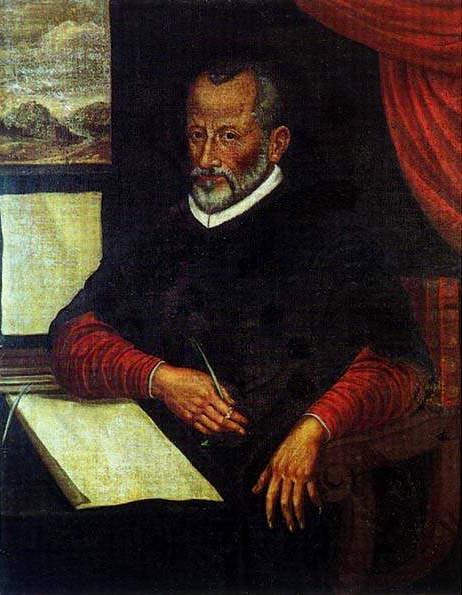
پالسترینا، آهنگساز تاثیرگذارِ دورۀ رنسانس در توسعۀ کنترپوان

در قرن دوازدهم، آهنگسازانی مانند لئونین و در قرن سیزدهم میلادی توسط پروتین و آهنگسازان «مکتب نوتردام» با استفاده از ریتم و میزان‌بندی، به بافتی چهارصدایی و پولیفونیک دست یافتند. در قرن چهاردهم، مس‌هایی توسط گیوم دو ماشو تصنیف شد که جزوِ آثار پولیفونیک محسوب می‌شود. در قرن پانزدهم مکاتب دیگری مانند «مکتب فلاماند» به چندصدایی پرداختند. در این مکتب که اکثر خوانندگان آن موسیقی‌دان بودند، تحقیقات در زمینهٔ موسیقی آوازی و پولیفونیک انجام می‌شد و دقت موسیقی‌دانان این مکتب بر رابطهٔ نت‌های موسیقی با اعداد، بیشتر به ریاضی شباهت داشت تا اینکه یک اثر هنری باشد؛ به‌همین دلیل چنین به‌نظر می‌آید که آنها به‌دنبال یک «مکتب ریاضی» بوده‌اند. آثاری که پیروان «مکتب فلاماند» به‌وجود آوردند، چندان قابل اعتنا نیست اما پیدایش این سبک در دوره‌ای که یک‌صدایی رایج بود، دارای اهمیت است. در اواخر قرن پانزدهم بود که قواعد چندصدایی برای آواز را «کنترپوان» نامیدند. در قرن شانزدهم، پالسترینا نقش ویژه‌ای در توسعهٔ کنترپوان داشت و آثار او را اوجِ موسیقی چندصدایی در دورهٔ رنسانس می‌دانند. در این دوره، فرم کانن یا موسیقی تقلیدی، از تکنیک‌های جدید در کنترپوان‌نویسی شد و در نهایت فرم فوگ به‌عنوان پیشرفته‌ترین و کاملترین فرم موسیقی دارای کنترپوان (موسیقی کنترپوانتیک) به‌وجود آمد.

#### از دوره باروک تا قرن بیستم

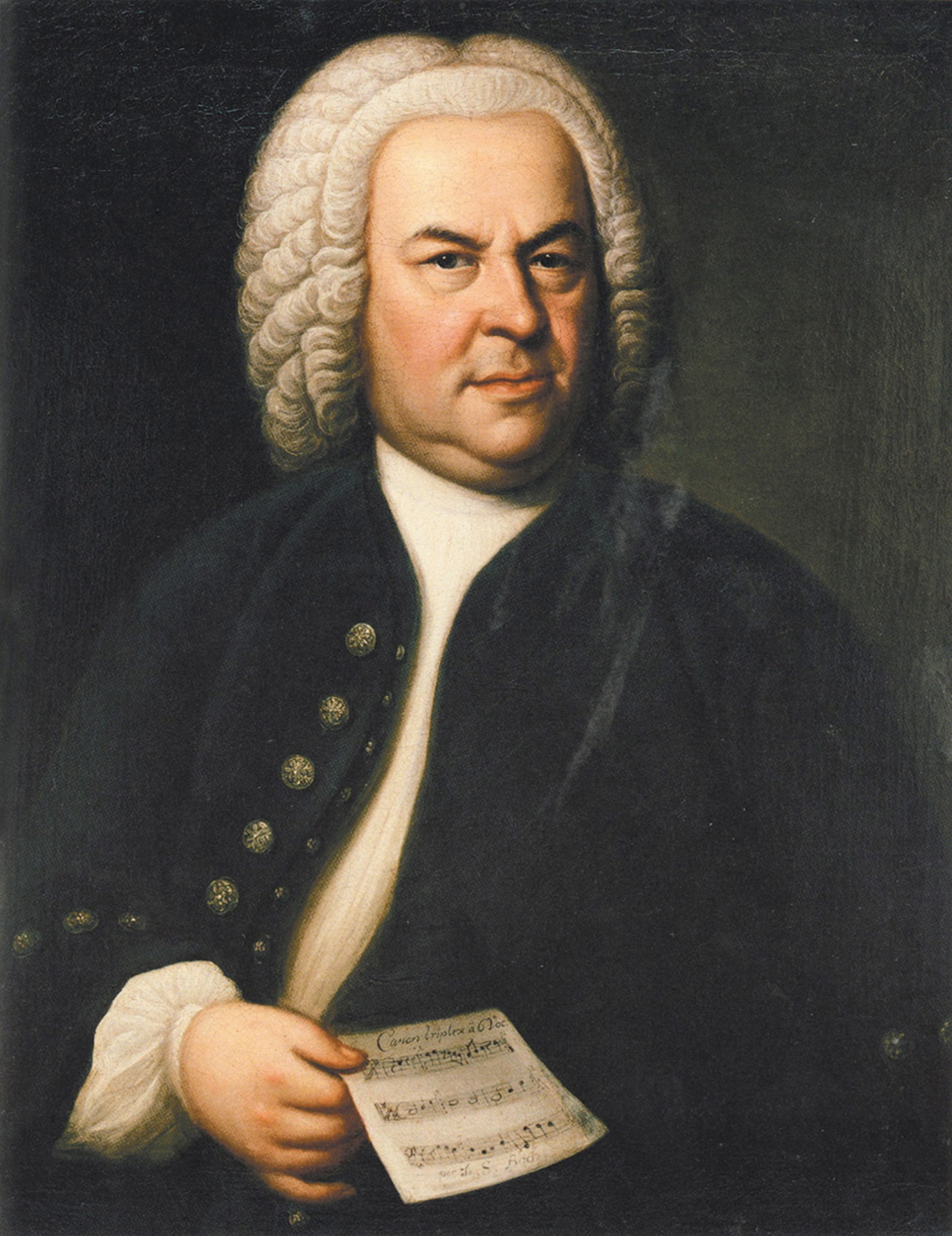
یوهان سباستیان باخ، آهنگساز تاثیرگذارِ دورۀ باروک در توسعۀ کنترپوان

کنترپوان که از دورهٔ رنسانس در اروپا رایج شده بود، در دوره باروک به اوجِ خود رسید. ادامهٔ این روند منجر به پیشرفت در دانشِ هارمونی شد که در آن آکوردها به‌صورت عمودی و هم‌زمان یک ملودیِ واحد را همراهی می‌کردند. درک هارمونی آهنگسازان را بر آن داشت تا از هر دو شیوهٔ کنترپوان و هارمونی برای هر چه غنی‌تر‌ کردن آثار خود استفاده کنند و ضمنِ حفظ ساختار هارمونی، بخش‌هایی مستقل و کنترپوانتیک به‌وجود آورند. از آثار باخ به‌عنوان بهترین نوعِ آثار در ترکیب هارمونی و کنترپوان یاد می‌کنند و او را سرمشق و روشنگرِ تکنیک‌های پیچیدهٔ کنترپوان دانسته‌اند و هنوز پس از گذشت سال‌ها، آثار باخ الگوی آموزشی و تمرین برای آهنگسازان امروزی است.
در سیر تحول موسیقی غرب، کنترپوان نقشی اساسی در تمام دوره‌های موسیقی داشته‌است و آهنگسازان دوره‌های مختلف از این شیوه استفاده کرده‌اند. در قرون وسطی کنتراپون روشی برای افزودن صدا به فیگورهای ریتمیک بود، در دورهٔ رنسانس تقلید از ملودی را دنبال می‌کردند، در دورهٔ باروک با این روش سعی در ایجاد تضاد بین گروه‌های سازی و آوازی داشتند، در دورهٔ کلاسیک به همراه تونالیته، کنترپوان در گام‌های دیگر را سازمان‌دهی کردند، رمانتیک‌ها سعی می‌کردند قطعات کوتاه و لایت موتیف را با شیوهٔ کنترپوان ترکیب کنند و در موسیقی قرن بیستم، آهنگسازان اجزای جداشدهٔ صداها را در قالب کنترپوان تنظیم می‌کردند.

## تعریف
... اگر ما نمی‌توانیم مانند موتسارت و هایدن آثار زیبا بنویسیم، حداقل باید بتوانیم مانند آنها در نوشتن هارمونی و کنترپوان دقت کنیم ...

یوهانس برامس
کنترپوان به شکلی از «چندصدایی» اشاره دارد که در آن دو یا چند خطِ ملودیک با توجه به استقلال هر یک از بخش‌ها، به‌صورت هم‌زمان به صدا در می‌آیند و تشکیل یک بافت پولیفونیک می‌دهند.
توسعهٔ کنترپوان در قرن شانزدهم باعث شد تا قوانین جدیدی برای آن نوشته شود، این امر در نهایت منجر به پیدایش هارمونی شد که این دانش، تحولی بزرگ در تاریخ موسیقی غرب ایجاد کرد و هنرِ موسیقی وارد مرحلهٔ جدیدی شد. استفاده از اصطلاح کنترپوان برای تعیین یک صدا یا حتی برای همهٔ ترکیب یک آهنگ نیز به‌کار برده شده‌است. در کنترپوان چون تعامل بر تمرکزِ ملودیک و مستقل یک بخش است، بنابر‌این هارمونی در درجهٔ دوم اهمیت قرار می‌گیرد. به قول جان ران (نظریه‌پرداز و استاد دانشگاه واشینگتن):
نوشتن یک آهنگ زیبا سخت است. نوشتن چند آهنگ زیبا که به‌طور هم‌زمان اجرا شوند و در کل، چندصدایی زیبایی به نظر برسد، سخت‌تر است. ساختار داخلی هر یک از آهنگ‌ها باید در ساختار نوظهور چندصدایی نیز مشارکت کند به شکلی که خود باعث تقویت و تفسیر ساختار هر یک از آهنگ‌ها شود. شرح تفصیلی این که چه‌طور چنین کاری انجام می‌شود … کنترپوان است.
کارهای ابتکاری که گوئرینو مازولا انجام داد، به «تئوری کنترپوان» مبنای ریاضی داده‌‌است. مدلِ مازولا، یک پایهٔ ساختاری (و نه روانشناسی) مبنی بر ممنوعیت استفاده از فواصل نامطبوع چهارم و پنجم به طور موازی در کنترپوان ارائه می‌دهد. اکتاویو آگوستین (در مجلۀ ریاضیات و موسیقی)، این مدل را به ممنوعیت استفاده از ریزپرده‌ها نیز گسترش داده‌است.
در کنترپوان، توجه اصلی روی استقلال عملکرد صداها است. نقضِ این اصل منجر به تأثیرات ویژه‌ای می‌شود که در کنترپوان باید از آن اجتناب کرد. به‌عنوان مثال در گستره‌های صوتی ارگ، برای ترکیب‌ها و استفاده از آکوردها، زمانی پیش می‌آید که با یک دکمه، صداهای نواخته شده به‌صورت موازی دوبل می‌شوند که این امر استقلال صدای اصلی را از بین می‌برد و با ادغام دیگر صداها، باعث ایجاد درکِ جدیدی (غیر از کنترپوان) از یک آهنگ می‌شود. در ارکستر نیز از این ترکیب‌ها استفاده می‌شود؛ مثلاً در بولرو شمارهٔ پنج، اثر موریس راول، حرکت موازی و هم‌زمان در سازهای فلوت، هورن و چلستا، صدایی شبیه به یک «ارگ الکترونیکی» تولید می‌کند. در کنترپوان حرکت صداها به‌صورت موازی ممنوع است، زیرا هنگامی که صداهای مستقل گه‌گاهی ناپدید می‌گردند (و یا بالعکس)، به یک کیفیت جدید از صوت تبدیل می‌شوند و همگونی بافت موسیقی را نقض می‌کنند. فیلیپ دو ویتری (نظریه‌پرداز فرانسوی ۱۳۶۱–۱۲۹۱م) در رسالهٔ خود  آرس نوا (هنر جدید)، نخستین کسی بود که کاربردِ اکتاو و پنجمِ موازی برای دوصدایی را ممنوع اعلام کرد.
تفاوت میان دانش هارمونی و دانش کنترپوان در آنجاست که هارمونی نوعی از موسیقی هوموفونیک (چندصدایی هماهنگ) و کنترپوان نوعی از موسیقی پولیفونیک (چندصدایی مستقل) است. در شیوهٔ کنترپوان به‌خاطر وجود چند خط ملودیکِ متفاوت و پیچیدگی این خطوط، شنونده قادر نیست در یک بار شنیدن آن‌ها را تفکیک کند و بارِ اول به یک خط ملودیک توجه می‌کند و تنها پس از چند بار شنیدن است که می‌تواند بخش‌های دیگر را هم به‌خاطر سپرد. از فرم‌های فوگ و کانن به‌عنوان پیچیده‌ترین نوعِ کنترپوان یاد می‌شود.

## ساختار

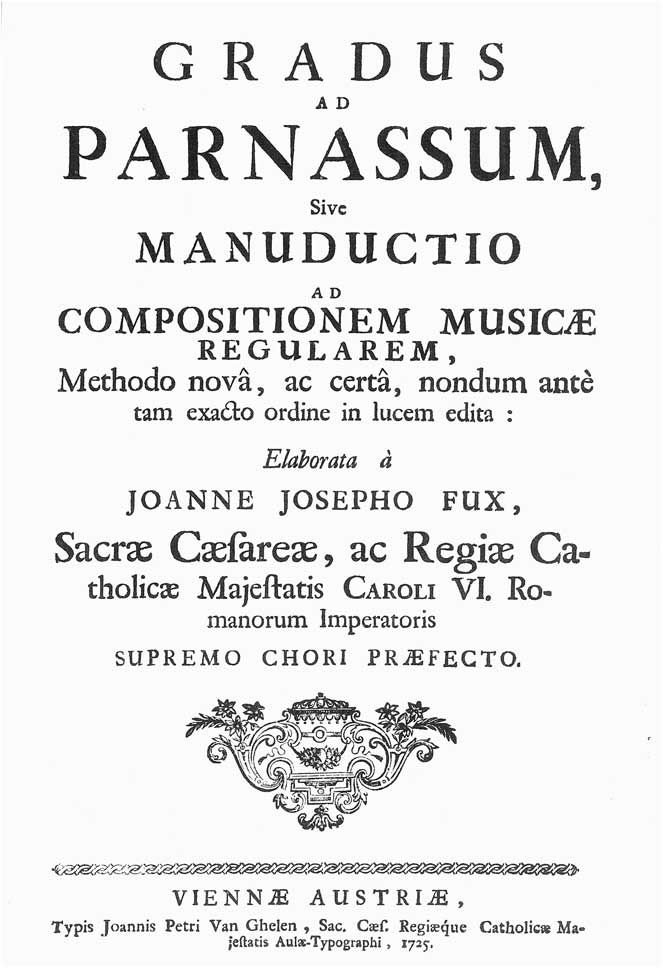
طرح روی جلد رسالۀ کنترپوان با نام صعود به پارناسوس نوشتهٔ یوهان یوزف فاکس به زبان لاتین است که در سال ۱۷۲۵م به نگارش درآمد و در سال ۱۷۴۲م توسط لورنز کریستف میزلر به زبان آلمانی ترجمه شد. این رساله به‌عنوان تنها کتاب تأثیرگذار در دورهٔ رنسانس و اهالی پالسترینا شناخته می‌شود.

در قرون گذشته و قبل از ظهور دانش هارمونی، آموزش «کنترپوان مُدال» متکی به مدهای کلیسایی و بر اساسِ قوانینی سخت و خشک انجام می‌گرفت که این روش در دوران قواعد مشترک تغییر کرد و از قرن هجدهم به بعد، آهنگسازان ابتدا به آکوردشناسی و قواعد هارمونی تسلط می‌یابند، سپس به فراگیری این دانش تحتِ نام «کنترپوان تنال» یا «کنترپوان آزاد» می‌پردازند. بخشی از سختی‌های قوانینِ کنترپوان مدال مربوط به موسیقی کلیسایی بود، زیرا در آن زمان تداخلِ صداها گاهی باعث ناخوشایندی در صداها می‌شد و این امر مطلوب کلیسا نبود. آنها علاقه داشتند متون مذهبی، تأثیر مطبوعی در شنوندگان داشته باشد؛ از این رو آهنگسازان سعی کردند با استفاده از صداهای خوشایند روی متونِ مذهبی و بر اساس قواعدی که از کنترپوان به‌دست آورده بودند، شکلی از موسیقی چندصدایی بسازند که فقط از فاصله‌های مطبوع استفاده کند.
به‌طور کلی کنترپوان مدال که «کنترپوان جدی» (یا سخت) نیز نامیده می‌شود، سیستمی متعلق به قرن شانزدهم و موسیقی آوازی است، در حالی که کنترپوان تنال (یا کنترپوان آزاد) متعلق به قرن هجدهم و متکی بر موسیقی سازی و گام‌های مینور و ماژور است. گرچه بحث‌های زیادی در بارۀ این دو سیستم (مُدال و تُنال) انجام گرفته و تفاوت‌هایی وجود دارد و دو شیوهٔ مختلف برای پیمودن یک راه است، اما به گفتۀ کنت کنان «تداخل این دو روش منجر به ایجاد مدلی می‌شود که هرگز وجود نداشته است». با این حال، کنترپوان تنال که به مدل باخ معروف است، از دورۀ باروک تا به امروز، پایه و اساسِ موسیقی چندصدایی بوده‌است.

### ملودی‌نویسی
نگارشِ کنترپوان بر پایهٔ یکی از گام‌های مُدال یا تُنال تنظیم می‌گردد. در کنترپوان مُدال ملودیِ اصلی را کانتوس فیرموس، به معنای «ملودی ثابت»، و نت‌های مقابل آن را «کنترپوان» می‌نامند. در هر دو ساختار، فاصله‌های مُجاز عبارتند از: دوم کوچک (نامطبوع)، دوم بزرگ (نامطبوع)، سوم کوچک (مطبوع ناقص)، سوم بزرگ (مطبوع ناقص)، چهارم درست (نامطبوع)، پنجم درست (مطبوع کامل)، ششم کوچک (مطبوع ناقص)، ششم بزرگ (مطبوع ناقص) و اکتاو (مطبوع کامل). کاربردِ فاصله‌های دیگر و حرکت‌های کروماتیک همگی خطا هستند. استفاده از فوسرولاسیون و حرکت ملودیک به سوی پنجم کاسته یا چهارم افزوده ممنوع است (به‌عنوان مثال حرکت ملودیکِ صعودی فا ← لا ← سی بکار). فواصل مطبوع به هم پیوند می‌خورند و فواصل نامطبوع باید حل شوند.
کنترپوان بر اساس حرکات متصل استوار است و هر نوع پرشِ ملودیک و گُسسته به جز اکتاو، حرکت‌های پی‌درپی و بیش از حد به فاصلهٔ سوم و ششم، ممنوع است. پرشِ ملودیک بیشتر از فاصلهٔ سوم، باید بلافاصله در جهتِ مخالف حل شود. بهترین  حرکات ملودیک در کنترپوان ابتدا «حرکت مخالف» بخش‌ها نسبت به هم است، سپس «حرکت مورب» است که در مرحلهٔ دوم قرار می‌گیرد و سوم اینکه باید از «حرکت موازی» مستمر به بالا یا پایین حتی‌الامکان کمتر استفاده شود و از حرکات منفصل ملودیک نیز اجتناب کرد.

### کنترپوان دوصدایی
کنترپوان دوصدایی، در هر دو سیستم (مُدال و تُنال) به پنج نوع تقسیم می‌شود که عبارتند از: نوع اول، نوع دوم، نوع سوم، نوع چهارم و نوع پنجم (فلورید کنترپوان).

#### نوع اول
یک بر یک: در برابر هر نتِ گردِ داده‌شده (کانتوس فیرموس)، یک نتِ هم ارزش (کنترپوان) قرار می‌گیرد. در این نوع کنترپوان، فاصلهٔ هم‌صدا در اول و آخرِ قطعه ممنوع است. فاصلهٔ بین دو بخش در شروع، باید با فاصلهٔ مطبوعِ کامل (اکتاو یا پنجم درست) و پایان قطعه در اکتاو باشد. حرکت‌های موازی چند مطبوعِ کامل و عبور بخش‌ها از یکدیگر همگی خطا محسوب شده و برای رسیدن به «هم‌صدا» در بخش‌های میانی، صداها باید با حرکت پیوسته به هم وصل و سپس جدا شوند.
در مثال زیر، از آنجا که کششِ هر دو بخش با هم مساوی و حرکت نت‌ها هم‌زمان است، استقلال بخش‌ها در نظر گرفته نمی‌شود. خط پایین «کانتوس فیرموس» یا ملودیِ داده‌شده و خط بالا «کنترپوان» یا ملودی مقابل آن است. فاصلهٔ حرکت بخش‌ها نسبت به هم به‌ترتیب عبارتند از: اکتاو، سوم، سوم، ششم، ششم، اکتاو:

#### نوع دوم
دو بر یک: در برابر هر نتِ گردِ داده‌‌شده، دو نت سفید قرار می‌گیرد. (همچنین می‌توان در برابر یک نتِ گردِ نقطه‌دار، سه نت سفید قرار داد).
در این بخش تمام قوانینی که در نوع اول وجود دارد، در نوع دوم هم باید رعایت شود با این تفاوت که دو نت سفید در مقابل یک نت گرد قرار می‌گیرد به جز پایان قطعه که هر دو نت باید گرد باشد. در این بخش قسمت کنترپوان دارای ضرب قوی و ضرب ضعیف در میزان است و شروع قطعه می‌تواند از «ضرب ضعیف» باشد. در این بخش می‌توان از فواصل مطبوع در ضرب‌های قوی و از فواصل نامطبوع و نت‌های زینت در ضرب‌های ضعیف استفاده کرد. فاصلهٔ نامطبوع باید در بین دو فاصلهٔ مطبوع قرار گیرد.
در مثال زیر «میزان اول» با یک فاصلهٔ پنجم درست در ضرب ضعیف شروع شده‌است و پرشِ چهارم در میزان بعدی بلافاصله در جهت مخالف، در ضربِ ضعیفِ حل شده‌است. «میزان دوم» فاصله (ششم به پنجم)، «میزان سوم» (سوم به ششم)، «میزان چهارم» (ششم به سوم)، «میزان پنجم» (پنجم به ششم) و «میزان آخر» (اکتاو) که هر دو نت گرد هستند:

#### نوع سوم
چهار بر یک: در این نوع، یک نت گرد (ملودی داده‌شده) در مقابل چهار نت سیاه (کنترپوان) قرار می‌گیرد، و کلیهٔ قوانینِ قبلی در مورد وصل و حرکت صداها به قوت خود باقی است. در بخش «چهار بر یک» به خوبی می‌توان از ضرب‌های ضعیف و قوی میزان در ترکیب فواصل مطبوع و نامطبوع به‌صورت متناوب استفاده کرد و حرکت‌های پیوسته و ملودیکِ نت‌های سیاه، بر حرکت گسسته ارجحیت دارد. میزان ابتدایی می‌تواند با یک ضرب سکوت آغاز شود اما در میزان آخر هر دو نت باید گرد باشند.
در مثال زیر، صدای کنترپوان ترکیبی از نت‌های مطبوع، نامطبوع و «نت‌های زینت» است. در این قطعه «میزان اول» از یک فاصلهٔ هم‌صدا (مطبوع) به دوم (نامطبوع)، سوم (مطبوع) و چهارم (نیمه مطبوع) حرکت می‌کند. «میزان دوم» از فاصلهٔ سوم به چهارم، پنجم و ششم؛ «میزان سوم» از فاصلهٔ ششم به پنجم، چهارم و سوم؛ «میزان چهارم» از فاصلهٔ سوم به چهارم، پنجم و سوم؛ در «میزان پنجم» از فاصلهٔ سوم، چهارم، پنجم و ششم به میزان آخر می‌رسد که هر دو صدا، دارای نت گرد هستند و در اکتاو است:

سه مثال از کاربرد فواصل مطبوع و نامطبوع در نوع «چهار بر یک»
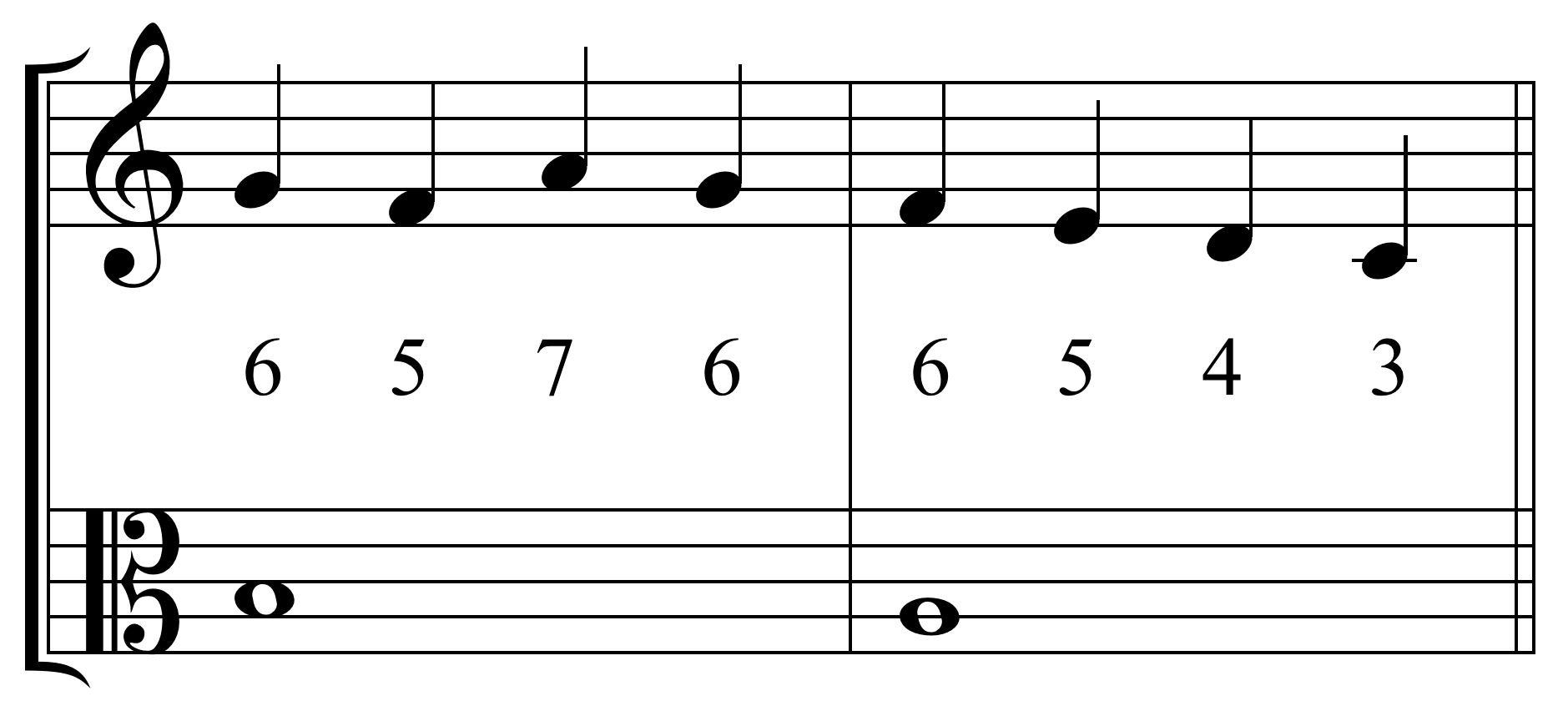
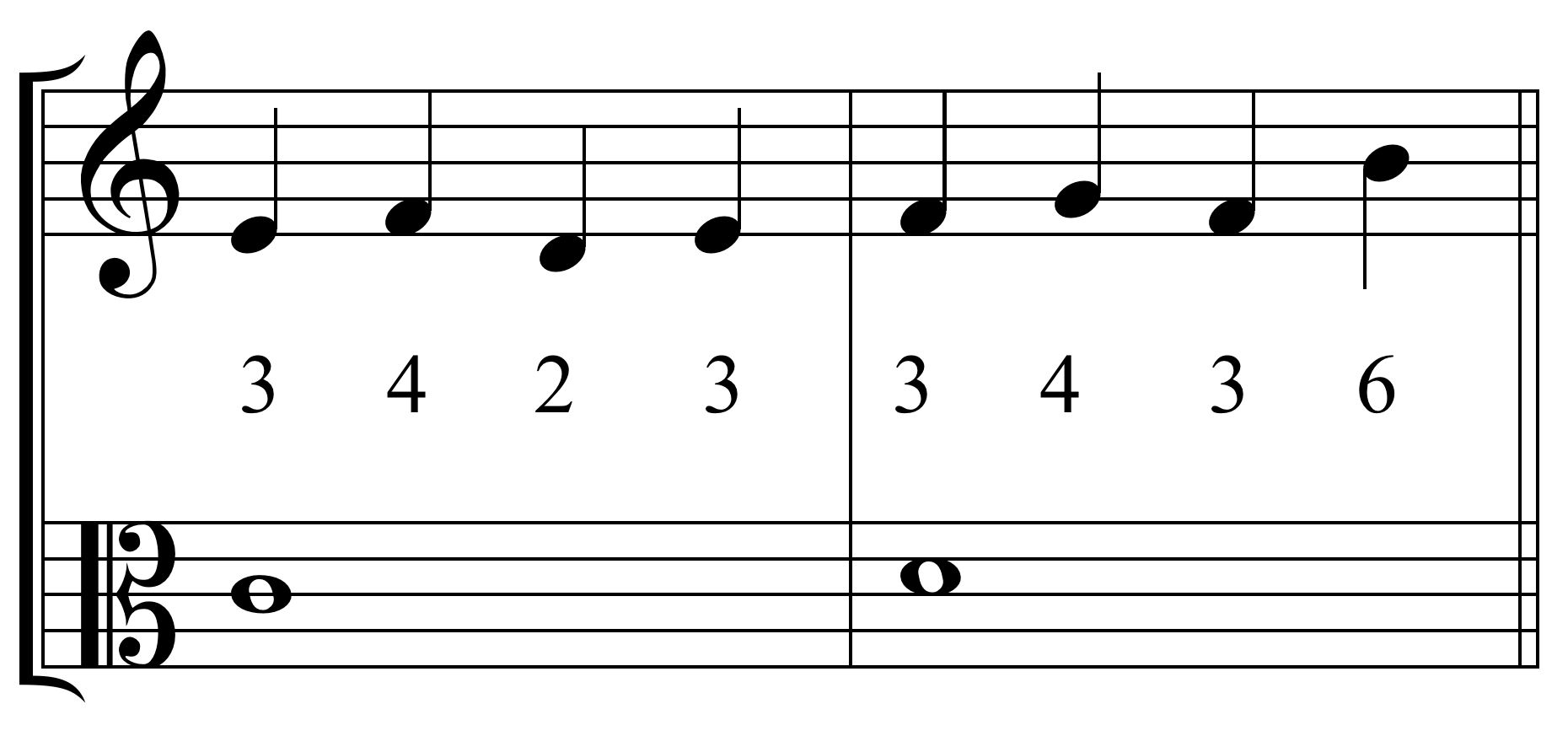
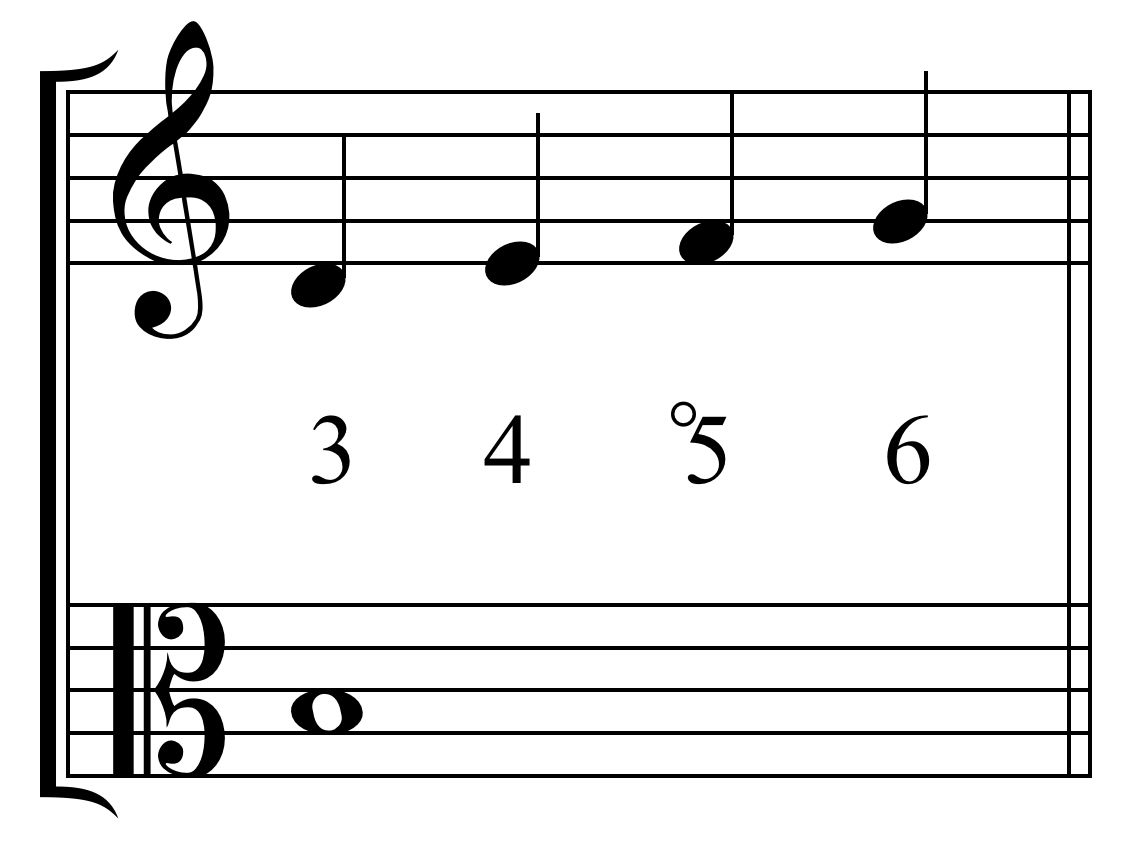

#### نوع چهارم
یک برابر دو «سنکپ»: در برابر هر نتِ گرد، دو نتِ سفیدِ به هم پیوسته قرار می‌گیرد با این تفاوت که نتِ دومِ کنترپوان، با خط اتحاد به میزان بعدی وصل می‌شود. سَنکُپ در اینجا بدین معنی است که نیمی از کشش نت در «ضرب ضعیف» میزان قرار گرفته و نیم دیگر آن به «ضرب قوی» میزان بعد امتداد دارد. در این نوع از کنترپوان، ضرب ضعیف باید مطبوع و در پیوند به ضربِ قوی میزانِ بعدی می‌تواند مطبوع یا نامطبوع باشد. از آنجا که سنکپ (یا نت تأخیر) نامطبوع محسوب می‌شوند، حل آن به پایین ضروری است اما در مواردی که در «ضربِ قوی» فاصلۀ مطبوع باشد، پرش یا حرکت متصل به بالا یا پایینِ نتِ بعدی مجاز است.
در مثال زیر نت‌های سَنکُپ‌دار همگی به پایین حل شده‌است و تمامیِ قوانینِ قبلی در مورد وصل، حرکت ملودی و فاصله‌ها، رعایت شده‌است:

#### نوع پنجم
کنترپوان مخلوط: در برابر نتِ گردِ داده‌شده (کانتوس فیرموس)، از انواع کشش‌ها حتی نتِ چنگ نیز در بخش مقابل (کنترپوان) استفاده می‌شود.
در کنترپوان مخلوط، استفاده از نتِ گرد و حرکت تکراری در ریتم و ملودی در بخشِ کنترپوان ممنوع است و باید از میزان‌ها و سنکپ‌های تکراری پرهیز کرد. در این بخش می‌توان با رعایت قوانین و حفظ اصول کنترپوان‌نویسی، تا آنجا که امکان دارد ملودی‌های زیبا ساخت.
در مثال زیر با اجرای دقیق قواعد قبلی از همهٔ چهار نوع کنترپوان دوصدایی شامل: یک بر یک (میزان اول)، دو بر یک (میزان دوم)، چهار بر یک (میزان سوم) و سنکپ (میزان چهارم و پنجم) استفاده شده‌است و هیچ میزانی در بخش کنترپوان با هم شباهت ندارد:
کنترپوان دوصدایی یا دوبل و یا دولایه در مفهوم عام، نشان‌دهندهٔ ماهیتِ ویژه‌ای از یک فرازِ دو جمله‌ای است که دارای خط کنترپوان است و از این کنترپوان می‌توان کنترپوان دیگری استخراج کرد. در مثال زیر خط کنترپوان (بخش بالا) در اجرای دوم، یک ششم بزرگ به پایین انتقال داده شده‌است بدون اینکه در ملودی ثابت یا کانتوس فیرموس (بخش پایین) تغییری داده شده باشد:

### کنترپوان سه‌صدایی
در کنترپوان سه‌لایه برای نخستین بار روشِ به‌کارگیری آکوردهای سه‌صدایی، ظهور می‌کند. در این شیوه رعایت بعضی از قواعد که در کنترپوان دوصدایی وجود داشت، امکان‌پذیر نیست. استفاده از فاصله‌های چهارم کاسته و افزوده، پنجم کاسته و افزوده مجاز است اما همچنان برای حل آنها اگر در بخش باس قرار گیرند، باید تابعِ قوانین دوصدایی بود. به عبارتی دیگر، در این روش هارمونی به‌طور کامل حضور دارد و به‌دلیلِ مشکلاتی که از افزایش صداها به‌وجود می‌آید، از سختی‌های قوانین نیز کاسته می‌شود و دارای آزادی‌های بیشتری است ولی این دلیلی برای نادیده‌گرفتنِ قواعد و عدم رعایتِ آن در کنترپوان‌نویسی نیست.
کنترپوان سه‌صدایی مانند دوصدایی به پنج شیوه تقسیم می‌شود و عبارتند از: یک بر یک، دو بر یک، چهار بر یک، سنکوپ‌دار و مخلوط. در این روش (به‌خاطر ظهورِ آکورد و هارمونی) قوانین جدیدی به‌وجود می‌آید که باید به آنها پایبند بود (همچنین ساختار را ببینید):
- ابتدا و انتهای قطعه باید آکورد کامل و به حالت پایگی باشد.
- کاربرد آکورد معکوس اول مجاز و استفاده از معکوس دوم در هر شرایطی ممنوع است.
- بخش باس نسبت به بخش بالاتر نباید فاصلۀ چهارم داشته باشد و اگر ضرورت داشت، در قالب نت گذر یا تاخیر مجاز است.[اخ]
- حذف سوم آکورد مجاز نیست و «آکورد ناقص» تلقی می‌شود، در صورتی که حذف «سوم آکورد» لازم باشد، استفادهٔ پی‌درپی از دو آکورد ناقص، خطا است.
- تکرار یک نت از آکورد قبلی به آکورد بعدی در همان بخش، ممنوع است.
- تکرار بیش از سه فاصلهٔ پی‌درپی سوم و ششم، مجاز نیست.
- هنگامی که پنجم آکورد حذف می‌شود، «سوم آکورد» حتی‌الامکان تکرار نشود و به‌ جای آن پایه آکورد تکرار شود.
- کاربرد فاصلهٔ پنجم و اکتاو موازی بین بخش‌ها و حرکت آرپژ ممنوع است.

مثال از کنترپوان سه‌صدایی، نوع چهارم، یک بر دو، کنترپوان سنکپ. کانتوس فیرموس می‌تواند در صدای بالا یا میانی نیز قرار بگیرد اما قواعد نامطبوع‌ها همچنان به قوت خود باقیست و باید از آن پرهیز کرد:
برای رعایتِ قوانین در کنترپوان سه‌صدایی و صداهای بیشتر، سختی‌هایی وجود دارد که آهنگسازان را مجبور به خطا یا نادیده‌گرفتنِ قواعد می‌کند، این سرپیچی از قوانین در آثار بسیاری از آهنگسازان کلاسیک و حتی در آثار پالسترینا نیز وجود دارد، ولی بروز این مشکلات نشان از تلاش این آهنگسازان برای رهایی از محدودیت‌ها و آزادی‌های بیشتر است و باید توجه داشت آثاری که بدین‌گونه نوشته می‌شوند و در ظاهر خطا به‌نظر می‌آیند، در نهایت دارای اعتبار است.
ورود به کنترپوان سه‌صدایی این امکان را به‌وجود می‌آورد تا آهنگساز بتواند به کنترپوان آزاد نیز بپردازد. کنترپوان آزاد زمانی شکل می‌گیرد که آهنگساز دیگر از کانتوس فیرموس استفاده نمی‌کند و تمامیِ بخش‌های کنترپوان متعلق به خودش است و این باعث می‌شود تا بتوان روی فرم‌های مختلف ایمیتاسیون یا کنترپوان تقلیدی، موسیقی ساخت. همچنین در کنترپوان سه‌صدایی تغییرات کروماتیکی به خاطر شکل‌گیری آکورد و هارمونی آسان‌تر است. حرکات کروماتیک در یک گام دیاتونیک غنای بیشتری به اثر می‌دهد و بیشتر تزیینی است. روش‌های دیگر مانند «مدولاسیون کروماتیک» در موسیقی قرن هجدهم متداول نبود و تنها در موسیقی قرن نوزدهم بود که آثار زیادی با استفاده از مدولاسیون کروماتیک توسط آهنگسازانی مانند سزار فرانک و ریشارد واگنر ساخته شد.

### کنترپوان چهار، پنج‌، شش‌، هفت‌ و هشت‌صدایی

کنترپوان چهارصدایی، یک میزان از فوگ شماره ۱۷ (BWV 862)، ساختۀ یوهان سباستیان باخ.

در کنترپوان چهارصدایی، سختی‌های قوانین نسبت به سه‌صدایی کمتر می‌شود (همان‌طور که قواعدِ سه‌صدایی نسبت به دوصدایی آسان‌تر است)، در کنترپوان مدرنِ تنال، تکرار نت در یک بخش مجاز شمرده می‌شود، این در حالی است که تکرار دو نتِ متوالی در سیستم قدیمی‌ترِ مدال (مدهای کلیسایی) همچنان ممنوع است. در چهارصدایی به‌علت افزایش صداها بهتر است بخش‌ها فاصلۀ زیادی با یکدیگر نداشته باشند و از فاصله‌های خیلی نزدیک به‌ هم (به‌خصوص در بخش باس با بخش بالاتر از خود) نیز پرهیز شود. بقیۀ قواعد مشترک همچنان به قوت خود باقیست.
در کنترپوان پنج، شش، هفت و هشت‌صدایی باز هم آزادی‌های بیشتری به‌وجود می‌آید، از جمله در پنج‌صدایی: تکرار نت در هر دو سیستم مدال و تنال مجاز شمرده می‌شود، پرش نت تا ششم با دقت و احتیاط آزاد است، استفاده از نتِ گرد در کنترپوان مخلوط و گذشتن بخش‌ها از یکدیگر تا حدودی مجاز است. در شش‌صدایی علاوه بر موارد گفته شده در پنج‌صدایی، کاربردِ پنجم موازی اگر یکی از آنها پنجم درست و دیگری پنجم کاسته (سپس حل در تونیک) باشد، آزاد است. در هفت‌صدایی و هشت‌صدایی، اکتاو و پنجم موازی اگر در جهت مخالف حرکت کنند، ممنوع نیست. در مجموع و با توجه به اینکه افزایش صداها، آزادی‌های بیشتری به‌وجود می‌آورد، اما سایر قواعدِ مشترکی که از دوصدایی تا چهارصدایی وجود دارد، باید در کنترپوان‌های پنج تا هشت‌صدایی نیز رعایت شود.
برای هشت‌صدایی نیز آثاری برای دو گروه کر چهاربخشی نوشته می‌شود، بدین‌صورت که گاهی با هم و گاهی به صورت سوال و جواب اجرا می‌گردد. همچنین آهنگسازان کهن، آثاری هم‌زمان برای ۶ گروه کر نوشته‌اند و باز هم افرادی دیگر به این تعداد از صدا افزوده‌اند و به‌عنوان مثال، اثری کانونیک برای ۲۴ گروه کر ساخته شده‌است که در حقیقت ۹۶ گروهِ صدا در آن وجود دارد که برای چنین ترکیبِ بزرگ و عظیمی، دقت و تلاش بسیار زیادی در تصنیف این قطعات لازم است تا خطایی رخ ندهد و چنین آثاری نشان می‌دهد کارهای خیلی سخت در این سیستم امکان‌پذیر است.

### کنترپوان تقلیدی

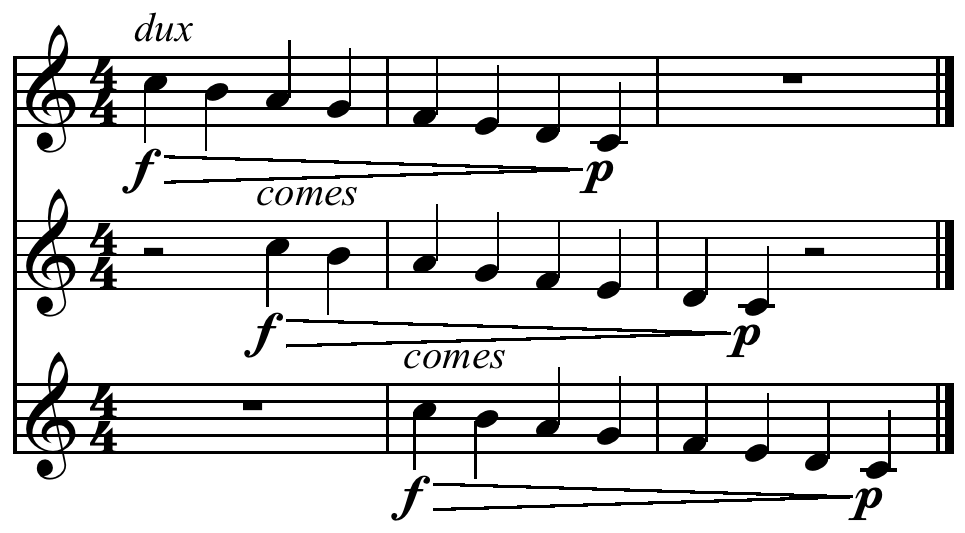
مثال از «کنترپوان تقلیدی» در هم‌صدا برای سه بخش با فرم کانن.پرونده:Canon example.mid

تقلید نوعی از آهنگسازی است که در آن یک تم یا ملودی پیشرو وجود دارد و سپس صدایی دیگر بعد از مقداری سکوت، ملودی یا سوژهٔ مورد نظر را تقلید می‌کند. «کنترپوان تقلیدی» شیوه‌های متفاوتی دارد. اولین تقلیدِ درست، زمانی است که «دنباله‌رو» سوژه را در هم‌صدا یا اکتاو در همان گام تعقیب کند. دومین روش در جهتِ مخالف سوژه است، بدین معنی که اگر سوژه حرکتی رو به بالا داشته باشد، دنباله‌رو با حرکتی پایین‌رونده به او پاسخ می‌دهد. حرکت دیگر قهقرایی است که در یک جملهٔ موسیقی، دنباله‌رو جواب سوژه را از آخر به اول می‌دهد. روش‌های دیگری هم وجود دارد که تقلید با فاصله‌ای غیر از اکتاو مانند چهارم و پنجم، تقلید از طریق افزایش یا کاهش ارزش کشش نت‌های ملودی، و روش‌های دیگر از این نوع است. همچنین تقلید می‌تواند در سه صدا یا چهار صدا نیز ساخته شود. اکثر آثاری که در موسیقی دورهٔ رنسانس (بین سال‌های ۱۶۰۰–۱۴۵۰) ساخته شده‌اند، با ترکیبی بر پایهٔ «کنترپوان تقلیدی» استوار بوده‌است و پس از آن‌زمان تاکنون نیز به‌وفور یافت می‌شود.

### کنترپوان معکوس
دو ملودی که یکدیگر را پیشتر همراهی کرده بودند و سپس دوباره آن را تکرار کنند اما این بار یکی از این ملودی‌ها به بخش پایین یا ضعیف‌تر بخش منتقل شود (یا بالعکس)، بافت موسیقی وارونه می‌گردد. کنترپوان معکوس روشی است که در آن می‌توان با مهارت، بخش‌های مختلفِ یک قطعهٔ موسیقی را به پایین، بالا یا میانی جابجا کرد، بدون اینکه قواعد کنترپوان تغییر کند. در این شیوه بستگی به تعداد بخش‌ها، به کنترپوان دولایه، سه‌لایه و چهارلایه تقسیم و نام‌گذاری می‌شوند. برای کنترپوان معکوس قوانینی وجود دارد که رعایت آنها الزامی است، چرا که منجر به ایجاد خطا به‌خاطر معکوس‌نمودنِ کنترپوان می‌شود. فواصل در معکوس‌ها به هفت شکلِ نهم (یا دوم)، دهم (یا سوم)، یازدهم (یا چهارم)، دوازدهم (یا پنجم)، سیزدهم (یا ششم)، چهاردهم (یا هفتم) و پانزدهم (یا اکتاو)، تغییر می‌کند. غیر از معکوس در اکتاو، دهم و دوازدهم، کاربرد بقیۀ فواصل گرچه امکان‌پذیر است اما در آثار موسیقی بسیار کمیاب‌اند.
مثال از کتاب اولِ کلاویه خوش‌آهنگ، فوگ سه‌صدایی شماره ۲ (BWV 847)، اثرِ یوهان سباستیان باخ؛ در اجرای اول، ابتدا سوژه (رنگ قرمز) با یک کنترپوانِ ثابت (رنگ آبی) همراه است که در اجرای دوم، کنترپوان معکوس‌شونده به بخش بالا و سوژه به بخش باس انتقال یافته است.
برای معکوس‌کردنِ کنترپوان، قبل از هر چیز باید دانست که از چه فواصلی باید پرهیز کرد، بنابر‌این در مثال زیر دو ردیف عدد از فواصل برای معکوسِ اکتاو (یا پانزدهم) بدین‌صورت نوشته می‌شود و فاصلۀ بین دو صدا نباید بیشتر از عدد هشت باشد:
| فاصله در کنترپوان اصلی  | ۱ | ۲ | ۳ | ۴ | ۵ | ۶ | ۷ | ۸ |
| فاصله در کنترپوان معکوس | ۸ | ۷ | ۶ | ۵ | ۴ | ۳ | ۲ | ۱ |

در مثال بالا مشخص است فاصلهٔ پنجم (عدد ۵) در بخش اصلی، هنگامی که معکوس گردد، به فاصلهٔ چهارم (عدد ۴) تبدیل می‌شود که نُتی ناسازگار در باس است و باید از کاربردِ آن پرهیز کرد، یا اینکه به‌عنوان نت تأخیر یا سنکوپ استفاده کرد تا حل شود.
معکوس دوازدهم به‌خاطرِ آسان‌بودنِ کار با این نوع از فاصله‌ها، پرکاربردترین در بین کنترپوان‌های معکوس‌شونده است.
| فاصله در کنترپوان اصلی  | ۱  | ۲  | ۳  | ۴ | ۵ | ۶ | ۷ | ۸ | ۹ | ۱۰ | ۱۱ | ۱۲ |
| فاصله در کنترپوان معکوس | ۱۲ | ۱۱ | ۱۰ | ۹ | ۸ | ۷ | ۶ | ۵ | ۴ | ۳  | ۲  | ۱  |

مثال از کنترپوان معکوسِ دوازدهم در قطعۀ رکوئیم، اثرِ موتسارت در میزان دوم (کنترپوان می‌تواند پس از تم اصلی معرفی شود):
کنترپوان معکوس به‌طور طبیعی برای دو صدا نوشته می‌شود اما برای فاصله‌های آسان‌تری مانند معکوس‌کردن در اکتاو، دهم و دوازدهم نیز می‌توان کنترپوان سه‌صدایی یا چهارصدایی ساخت، هرچند این روش به‌علت مشکلات هارمونیکی که به‌وجود می‌آورَد، نیاز به تدبیر برای گریز از خطا دارد. به‌عنوان مثال برای ساخت یک سه‌صدایی که امکانِ معکوس‌شدن در فاصلۀ اکتاو را داشته باشد، بهتر است یک فاصلهٔ سوم به پایین، به بخش بالاییِ یک کنترپوان دوصدایی اضافه کرد و دوباره برای تبدیل سه‌صدایی به چهارصدایی، یک فاصلهٔ سوم به بالا، به بالایِ بخش باس در کنترپوان سه‌صدایی افزود:
در نمونه‌ای دیگر برای تبدیل کنترپوان دوصدایی به سه‌صدایی و چهارصدایی که امکانِ معکوس‌شدن در فاصلهٔ دهم (یا سوم) را داشته باشد، کافی‌است یک فاصلهٔ «دهم به پایین» به بخش بالایی و برای تبدیل به چهارصدایی، یک فاصلهٔ «دهم به بالا» به بخش باس افزود. همچنین برای تبدیل کنترپوان دوصدایی به سه‌صدایی که امکان معکوس‌شدن در فاصلهٔ دوازدهم (یا پنجم) را داشته باشد، می‌توان یک فاصلهٔ سوم را «به بالا یا پایین» بخش بالایی افزود و برای چهارصدایی، یک «فاصلهٔ سوم به بالا» به بخش باس اضافه کرد. جابجاکردنِ بخش‌ها در معکوس‌های دهم و دوازدهم به آسانیِ «معکوسِ اکتاو» نیست و ممکن است در معکوس، مشکلات و خطاهای زیادی به‌وجود آورد. در تصنیف یک قطعهٔ کنترپوانتیک که قابلیتِ دوبل و معکوس‌شدن برای سه صدا یا چهار صدا را داشته باشد، تنها شرط، رعایت کاملِ قوانین دوصدایی است تا در هنگام تبدیل آن به سه‌صدایی یا چهارصدایی، خطایی رخ ندهد.

## مثال‌‌هایی از آثار موسیقی
نمونه‌های زیادی از ترانه‌های ملودیک وجود دارد که دارای خطوطی هماهنگ هستند اما این خطوط ملودیک و ریتمیک، مستقل از یکدیگرند. همچنین بسیاری از ترانه‌های عامه‌پسند که آکوردهای متوالی یکسانی دارند نیز می‌تواند با تکنیک کنترپوان خوانده شود. دو مثال معروف در این مورد ترانه‌های «به روش خودم» و «زندگی در مریخ» است.
در موسیقی باروک، قسمت سوم از انوانسیون‌ها و سینفونیاها در فا مینور اثر: یوهان سباستیان باخ، شامل سه ملودی مستقل است:

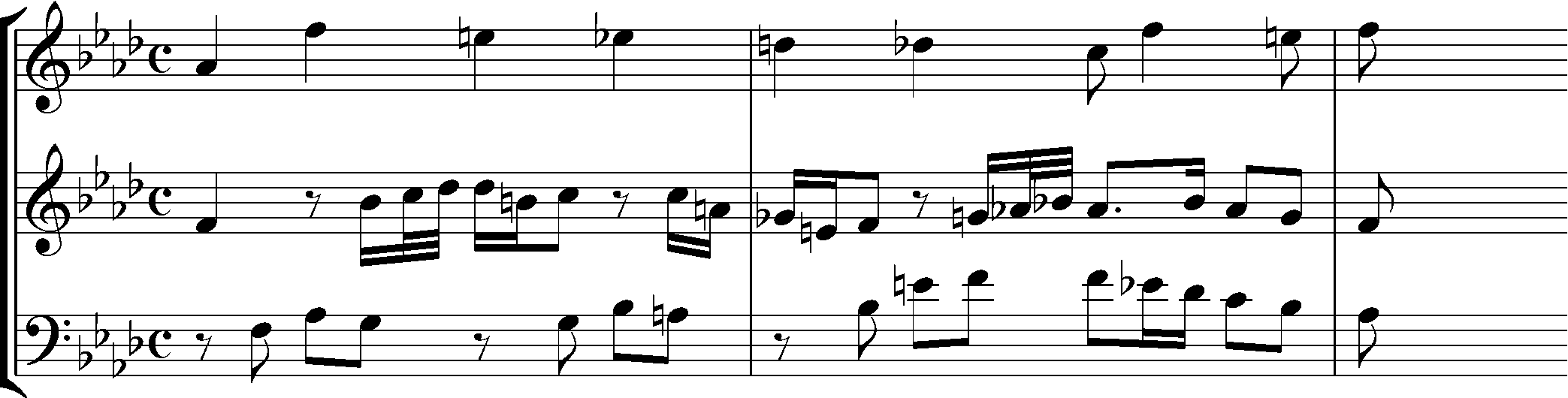
قسمت سوم از انوانسیون‌ها و سینفونیاها (BWV 795) اثر: باخ، میزان‌های ۹–۷
بی‌قاب|وسط|انوانسیون

یک نمونه از کنترپوان پنج‌صدایی در سمفونی شماره ۴۱، موومان چهارم، اثر موتسارت. در اینجا پنج ملودی متفاوت در یک «پرده‌نگاری غنی از گفتگو» ترکیب شده‌اند.

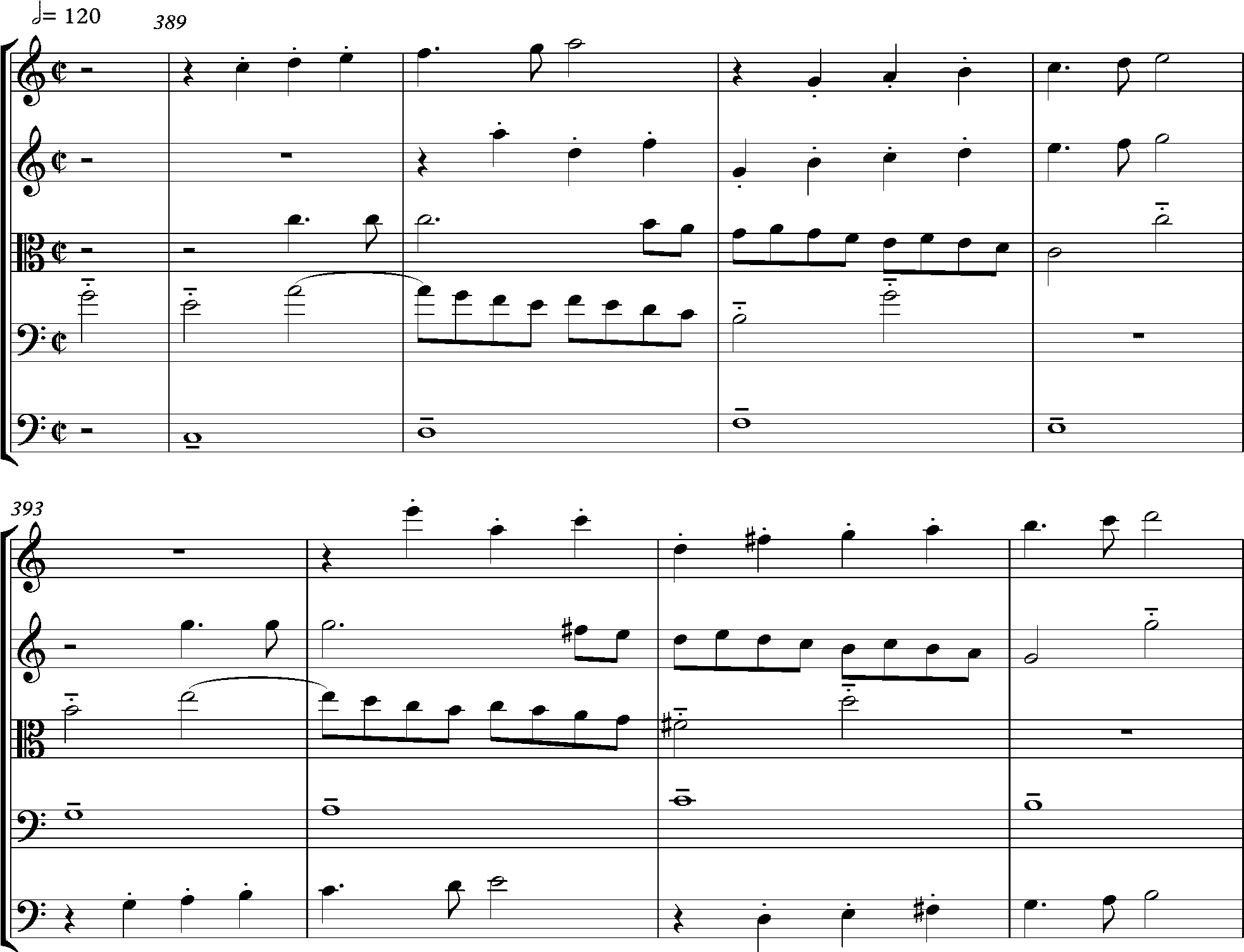
سمفونی شماره ۴۱، موومان چهارم، میزان‌های ۳۹۶–۳۸۹
بی‌قاب|وسط|موتسارت

آندراش شیف (پیانیست) می‌گوید کنترپوان‌نویسیِ باخ در آهنگسازی موتسارت و بتهوون تأثیرگذار بوده است. به‌عنوان مثال در بخش گسترش از موومان اولِ سونات پیانو در می مینور اپوس ۹۰، بتهوون با افزودن «یک کنترپوان فوق‌العاده» این تأثیر را نشان می‌دهد.

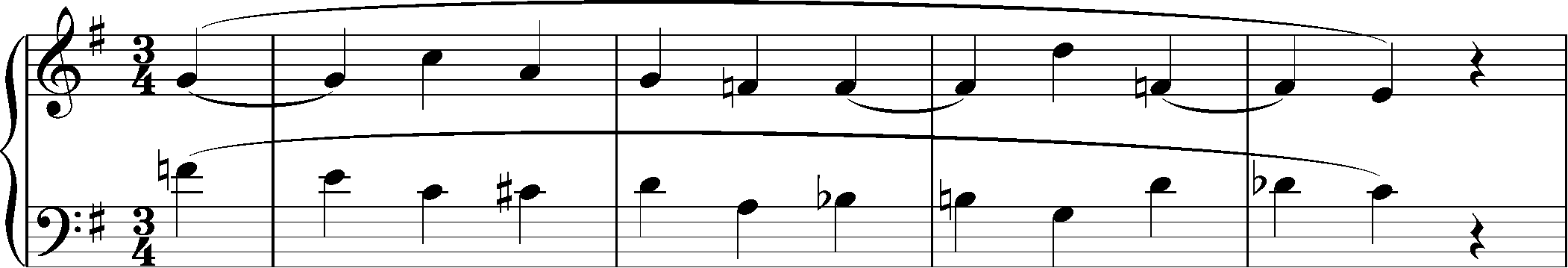
موومان اول از سونات پیانو، اپوس ۹۰، اثر: بتهوون، میزان‌های ۱۱۳–۱۱۰
بی‌قاب|وسط|بتهوون

یکی دیگر از کنترپوان‌های سَیّال را می‌توان در اولین واریاسیون روی تم سرود شادی در موومان چهارم از سمفونی شماره ۹، اثرِ بتهوون یافت. در این مثال از میزان‌های ۱۲۳–۱۱۵، تمِ معروف توسط ویولاها و ویلنسل‌ها شنیده می‌شود، همزمان خط کنترباس‌ها کنترپوانی را اجرا می‌کنند که غیرقابل پیش‌بینی بودنِ این خط باعث می‌شود خودبه‌خود تصور شود این کنترپوان یک نوع بداهه‌نوازی است، فاگوت نیز کنترپوانی را می‌نوازد که دارای کیفیت مشابهی است.

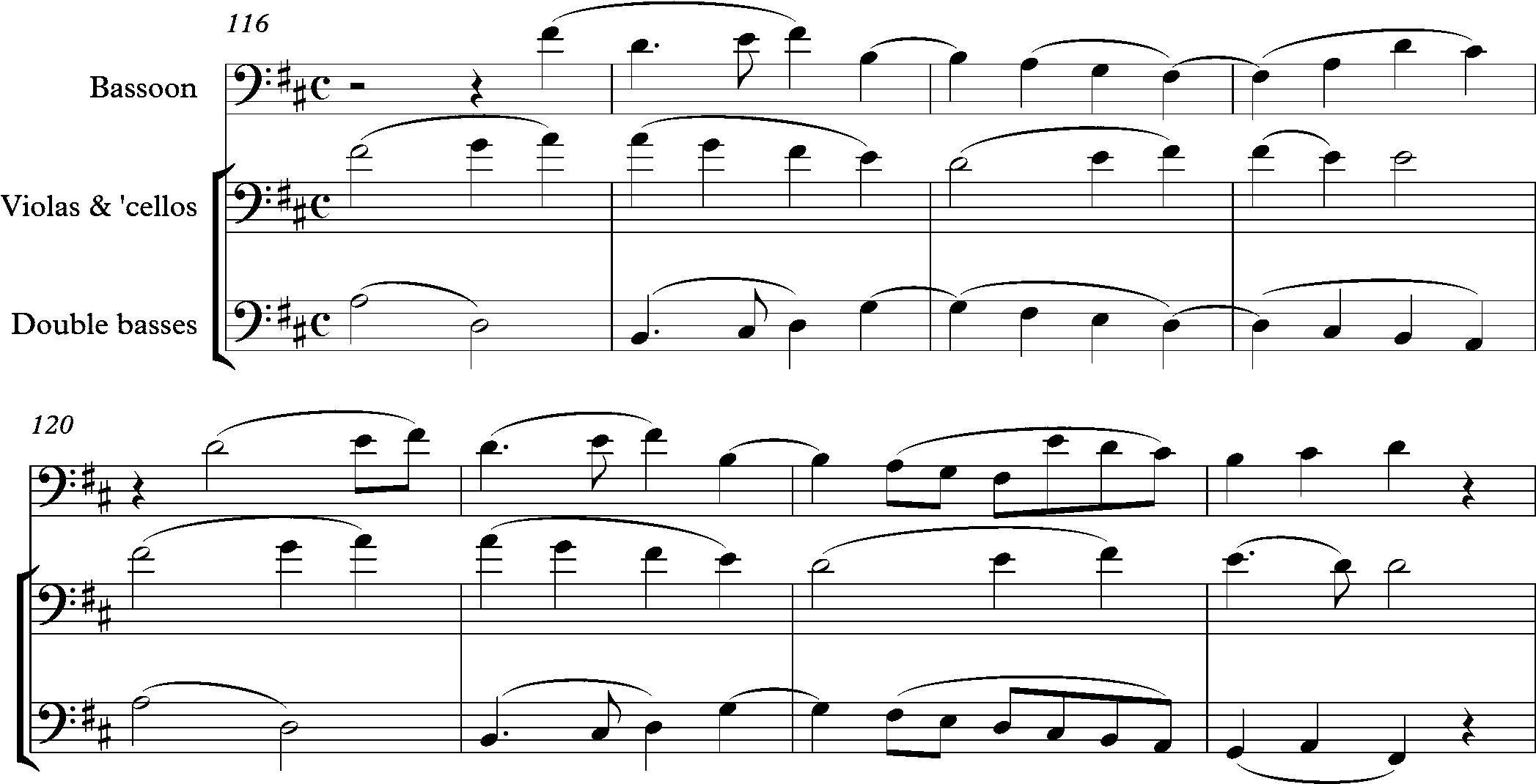
سمفونی شماره ۹، موومان چهارم، میزان‌های ۱۲۳–۱۱۵
بی‌قاب|وسط|سمفونی نهم

در پرلود اپرای استاد خواننده از نورنبرگ اثرِ ریشارد واگنر، سه تم یادآور به‌طور هم‌زمان ترکیب شده‌اند. به گفتۀ گوردون جاکوب (آهنگساز انگلیسی)، «این ترکیب به‌طور فراگیر و عادلانه، یک شاهکار خارق‌العاده و خلاقانه شناخته می‌شود.» این در حالی است که دونالد تووی (موسیقی‌شناس بریتانیایی) اشاره می‌کند که در این اینجا «ترکیب تم‌ها… برخلاف کنترپوان کلاسیک، با یک هارمونی کامل و خوش‌صدا آمیخته نشده است.»

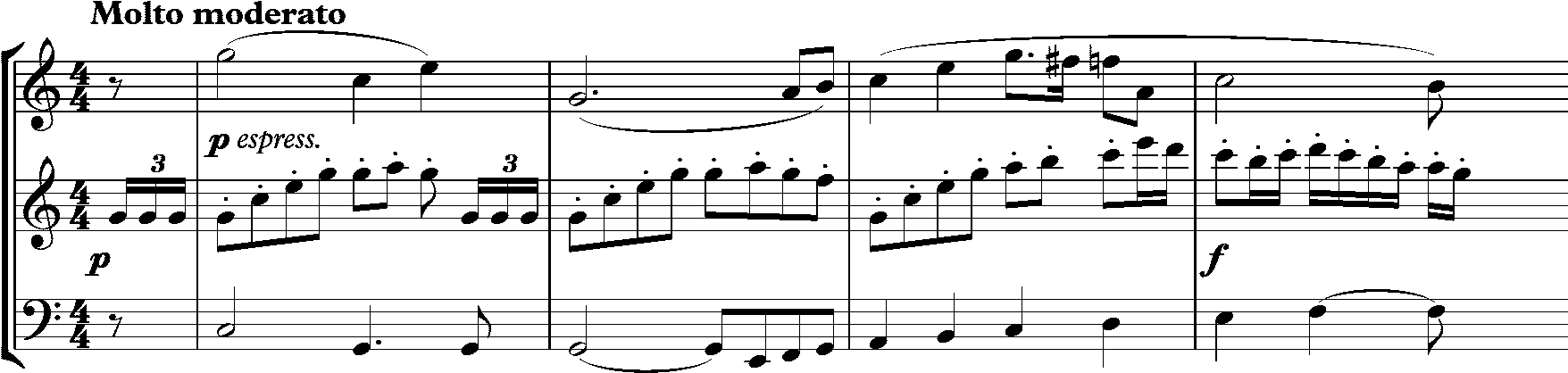
اپرای استاد خواننده از نورنبرگ، پرلود، میزان‌های ۱۶۱–۱۵۸
بی‌قاب|وسط|واگنر

## کنترپوان نامطبوع
«کنترپوان نامطبوع» شکلی از آهنگسازی است که در آن قواعد سنتی کنترپوان زیر پا گذاشته می‌شوند. متداول‌ترین شکل عدول از قواعد سنتی کنترپوان آن است که در کنترپوان نامطبوع، فواصل نامطبوع بسیار استفاده می‌شوند و اگر چه فواصل مطبوع هم به کار گرفته می‌شوند اما قبل و پس از آن‌ها یک فاصلهٔ نامطبوع به کار برده می‌شود.
این شیوهٔ آهنگسازی در حوالی ۱۹۱۴ تا ۱۹۱۷ میلادی شکل گرفت و حاصل همکاری هنری کاول و چارلز سیگر در دانشگاه کالیفرنیا، برکلی بود. کاول بعدها در کتاب منابع موسیقی نو که در فاصلهٔ ۱۹۱۶ تا ۱۹۱۹ نگاشت و در ۱۹۳۰ منتشر کرد، به اولین نمونه‌هایی که از کنترپوان نامطبوع ساخته بودند پرداخته‌است. برخلاف سیگر که پس از ترک دانشگاه برکلی در سال ۱۹۱۸، دیگر به کنترپوان نامطبوع نپرداخت، کاول به کار در این موضوع ادامه داد و با آهنگسازان دیگری نیز روی آن کار کرد. نتایج این فعالیت‌ها در چندین مقاله منتشر شد و کاول نیز به تدریس این موضوع در دانشگاه پرداخت. آهنگسازان «فوق مدرن» آمریکایی، از جمله خوزه آردول (۱۹۸۱–۱۹۱۱)، یوهانا بیر (۱۹۴۴–۱۸۸۸)، مرتون براون (۲۰۰۱–۱۹۱۳)، نورمن کازدن (۱۹۸۰–۱۹۱۴)، لیمان انگل (۱۹۸۲–۱۹۱۰)، ویوین فاین (۲۰۰۰–۱۹۱۳)، لو هریسون (۲۰۰۳–۱۹۱۷)، جیمز تنی (۲۰۰۶–۱۹۳۴) و کارل راگلز (۱۹۷۱–۱۸۷۶) از کنترپوان نامطبوع در آثارشان استفاده کرده‌اند. از مهم‌ترین آثار از این دست می‌توان از کوارتت شمارهٔ ۱ از هنری کاول (۱۹۱۶)، قطعهٔ فرشتگان از کارل راگلز (۲۱–۱۹۲۰)، چهار قطعه برای دو فلوت اثر ویوین فاین (۱۹۳۰)، کوارتت زهی شمارهٔ ۲ از یوهانا بیر (۱۹۳۶) و تریو در نه موومان کوتاه از هنری کاول (۱۹۶۵) را نام برد. پس از کاول، یوهانا بیر نیز به آموزش کنترپوان مطبوع پرداخت و در دهه‌های ۱۹۹۰ و ۲۰۰۰، جیمز تنی به تدریس کنترپوان نامطبوع در دانشگاه پرداخت.

## پی‌نوشت‌ها

### یادداشت
1. ↑  punctus contra punctum
2. ↑  فرهنگستان زبان و ادب فارسی واژۀ کنترپوان را «اختلاط دو یا چند خط لحنی با توجه به استقلال هریک از آنها و اصول فنی حاکم بر این اختلاط» معنا کرده‌است.[۲]
3. ↑  Sumer is icumen in
4. ↑  این احتمال هم وجود دارد که ممکن است متعلق به آهنگساز قرن سیزدهم، وایکامب (W. de Wycombe) بوده باشد.[۶]
5. ↑  فیثاغورس نخستین کسی بود که فواصل چهارم، پنجم و اکتاو را در قرن ششمِ پیش از میلاد، محاسبه کرد.[۸]
6. ↑  Scolica enchiriadis & Musica enchiriadis
7. ↑  این رساله‌ها زمانی به هاکبلد نسبت داده می‌شد، اما اکنون دیگر پذیرفته نیست.[۱۴]
8. ↑  Diaphony
9. ↑  Organum
10. ↑  اصطلاح ارگانوم در اصل به هر نوع ساز موسیقی (به‌ویژه ارگ) اطلاق می‌شد که در قرون وسطی با اشاره به محیطِ چندصدایی، معنای ماندگار خود را تثبیت کرد.[۱۶]
11. ↑  Tenor
12. ↑  تنور ریشه در واژهٔ «Tenere» دارد و به معنای «گرفتن» است که در حقیقت به صدای اصلی اشاره دارد و سپس این اصطلاح برای صدای مرد (تنور) رایج شد.[۱۸]
13. ↑  Contre Chant
14. ↑  اکثر آثاری که از قرون وسطی برجای مانده‌است، موسیقی مذهبی، مُدال و برای صدای مردان است.[۱۹]
15. ↑  از مردم انگلیس به‌عنوان نخستین کسانی نام می‌برند که ابتکارِ استفاده از فواصل سوم و ششم را در آوازهای دسته‌جمعیِ خود  به‌کار برده‌اند.[۲۲]
16. ↑  Notre-Dame school
17. ↑  Franco-Flemish School
18. ↑  گیوم دوفه، یوهانس اوکهگم و  ژوسکن د پره از سرشناس‌ترین اعضای مکتب فلاماند بودند.[۲۴]
19. ↑  به‌عنوان مثال آرنولد شونبرگ در قطعۀ واریاسیون‌هایی برای ارکستر، یک موتیف چهارنتی از باخ را با ساختاری کنترپوانتیک بنا کرده است.[۲۸][۲۹]
20. ↑  John Rahn
21. ↑  Guerino Mazzola
22. ↑  نویسنده، ریاضی‌دان، پیانیست جاز و موسیقی‌شناس سوییسی (متولد ۱۹۴۷ میلادی).
23. ↑  Octavio A Agustín-Aquino[۳۵]
24. ↑  Philippe de Vitry
25. ↑  Ars Nova
26. ↑  البته باید در نظر داشت در مواردی که یک ملودی یا همراهی برای تقویت صدا در ارکستر توسط همان ساز یا ساز دیگری در اکتاو به بالا یا پایین دوبل می‌شود، بسیار رایج است و ارتباطی با کنترپوان‌نویسی برای دو صدا یا بیشتر ندارد.[۴۰]
27. ↑  Gradus ad Parnassum
28. ↑  Lorenz Christoph Mizler
29. ↑  strict counterpoint
30. ↑  فرهنگنامه موسیقی و موسیقی‌دانان نیو گروو با اشاره به لحن خسته‌کنندۀ «کنترپوان جدی»، آن را بدین صورت توصیف می‌کند: «گرایشی به اینکه این فن در محفظه‌ای اسرار‌آمیز و پُر از قواعد خشک و محدود‌کننده باقی بماند، وجود دارد».[۴۷]
31. ↑  اولین رسالۀ مکتوبِ کنترپوان توسط یوهان یوزف فاکس در سال ۱۷۲۵م به نگارش درآمد. گفته می‌شود که موتسارت، هایدن، بتهوون و بسیاری از آهنگسازان قرن نوزدهم، با کنترپوان (سخت) از طریق این کتاب آشنا شدند و تمرین می‌کردند اما کنت کنان این اظهارات را رد کرده و معتقد است «بدون آشنایی و عدم استفاده از شیوۀ کنترپوان‌نویسی باخ، ضعف عمیقی در آهنگسازی کنترپوانتیک به‌وجود خواهدآمد».[۴۸]
32. ↑  در موسیقی قرن بیستم (به‌خصوص امپرسونیست‌ها و کلود دبوسی) بار دیگر کنترپوان مدال و مدهای کلیسایی مورد توجه قرار گرفت.[۴۹]
33. ↑  کانتوس فیرموس از تم‌هایی تشکیل شده‌است که سرچشمهٔ آن از آیین‌های مذهبی و غیرمذهبی است و برای آهنگسازی پولیفونیک استفاده می‌شود.[۵۲]
34. ↑  First species
35. ↑  Second species
36. ↑  Third species
37. ↑  Fourth species
38. ↑  Fifth species
39. ↑  florid counterpoint
40. ↑  علت ممنوعیت هم‌صدا را خالی‌بودن از هارمونی اعلام کرده‌اند، هرچند فاصلۀ اکتاو نیز چنین تاثیری دارد اما تاثیر هارمونیکی بهتری از هم‌صدا دارد.[۵۹]
41. ↑  قرار گرفتنِ فاصلهٔ چهارم در بخشِ باس به دو دلیل نامطبوع شناخته می‌شود و می‌بایست تهیه و حل شود. دلیل اول این است که فاصلهٔ چهارم در قدیم، ابتدا «نامطبوع» و سپس «نیمه‌مطبوع» یا «مطبوعِ‌جاذب» شناخته می‌شد. دلیل دوم به خاطر تداخل هارمونیک‌ها در فاصلهٔ چهارم است که صدای ناخوشایندی ایجاد می‌کند.[۸۱]
42. ↑  کنترپوان غیر آزاد، «کنترپوان سخت» نیز نامیده می‌شود، چرا که نوع پنجگانه و پیچیدهٔ قواعدِ اولیه برای آموزش و پیشرفت کنترپوان‌نویسی و حضورِ کانتوس فیرموس، آزادی کمتری به آهنگساز می‌دهد.[۸۴]
43. ↑  در منبع فارسی، نام آهنگساز این اثر را «مارپروگ» معرفی کرده است
44. ↑  Die Meistersinger von Nürnberg
45. ↑  Gordon Jacob
46. ↑  Donald Tovey
47. ↑  dissonant counterpoint
48. ↑  New Musical Resources
49. ↑  ultra-modern
50. ↑  José Ardévol
51. ↑  Johanna Beyer
52. ↑  Merton Brown
53. ↑  Norman Cazden
54. ↑  Lehman Engel
55. ↑  Vivian Fine
56. ↑  Lou Harrison
57. ↑  James Tenney

#### فارسی
- روشن‌روان، کامبیز (۱۳۹۲). هارمونی جامع کاربردی: از ابتدا تا ورود به موسیقی آتونال. انتشارات معین. شابک ۹۷۸-۹۶۴-۱۶۵-۱۰۴-۸.
- «کنترپوان». فرهنگستان زبان و ادب فارسی. دریافت‌شده در ۲۱ اکتبر ۲۰۲۱ – به واسطهٔ واژه‌یاب.
- کوپلند، آرون (۱۳۳۴). چگونه از موسیقی لذت ببریم. ترجمهٔ مهدی فروغ. تهران: انتشارات نگاه.
- دوپره، مارسل (۱۳۸۶). کنترپوان مدال. ترجمهٔ مصطفی کمال پورتراب. تهران: انتشارات چنگ.
- کِروبینی، لوئیجی (۱۳۶۸). کنترپوان و فوگ. ترجمهٔ محسن الهامیان. تهران: انتشارات برگ.
- ل-وینک، ریچارد (۱۳۶۶). چگونه خوب بشنویم. ترجمهٔ پرویز منصوری. تهران: کتاب زمان.
- کنان، کنت (۱۳۵۳). کنترپوان. ترجمهٔ هرمز فرهت. تهران: دانشگاه تهران.
- حسنی، سعدی (۱۳۶۳). تاریخ موسیقی. ج. ۱. تهران: صفی‌علیشاه.
- زندباف، حسن (۱۳۶۴). فرم در موسیقی. تهران: انتشارات پارت.
- منصوری، پرویز (۱۳۶۲). هارمونی تحلیلی. انتشارات پارت.

#### انگلیسی
- Jackson, Roland (2019). "Counterpoint". Encyclopedia Britannica.
- Hoffer, Charles (2010). Music Listening Today. ISBN 978-0495916147.
- Hoppin, Richard H (1978). Medieval Music. Norton. ISBN 978-0-393-09090-1.
- Hopkins, Antony (1981). The Nine Symphonies of Beethoven. London: Heinemann.
- Tovey, Donald Francis (1936). Essays in Musical Analysis. Vol. IV. Oxford University Press.
- Angleria, Camillo (1622). La regola del contraponto della musical compositione. Milan.
- Jacob, Gordon (1953). Wagner Overture "Die Meistersinger". Harmondsworth, Penguin.
- Keefe, Simon P (2003). The Cambridge Companion to Mozart. Cambridge University Press.
- Stein, Erwin (1978). Arnold Schoenberg letters. University of California Press. ISBN 978-0-520-06009-8.
- Schiff, András (2006). "Guardian Lecture on Beethoven Piano Sonata in E minor, Op. 90 Counterpoint".
- Rivolgimento (2001). "The inversion of the parts in two-part Invertible counterpoint". Grove Music Online.
- Jordania, Joseph (2011). Why do People Sing? Music in Human Evolution. Logos. ISBN 978-9941-401-86-2.
- Laitz, Steven G. (2008). The Complete Musician (2 ed.). New York: Oxford University Press, Inc. ISBN 978-0-19-530108-3.
- Roche, Jerome (1970). Palestrina. Oxford Studies of Composers. Vol. 7. Oxford: Oxford University Press. ISBN 978-0-19-314117-9.
- Schubert, Peter (2008). Modal Counterpoint, Renaissance Style. Oxford: Oxford University Press, New York. ISBN 978-0-19-533194-3.
- Tangian, Andranick (1993). Artificial Perception and Music Recognition. Lecture Notes in Artificial Intelligence. Vol. 746. Berlin-Heidelberg: Springer. ISBN 978-3-540-57394-4.
- Sachs, Klaus-Jürgen; Dahlhaus, Carl (2001). "Counterpoint".  In Stanley Sadie; John Tyrrell (eds.). The New Grove Dictionary of Music and Musicians (second ed.). London: Macmillan Publishers.
- Mazzola, Guerino (2017). "The Topos of Music I: Theory". Computational Music Science. doi:10.1007/978-3-319-64364-9. ISBN 978-3-319-64363-2. ISSN 1868-0305. S2CID 4399053.
- Tangian, Andranick (1994). "A principle of correlativity of perception and its application to music recognition". Music Perception. 11 (4): 465–502. doi:10.2307/40285634. JSTOR 40285634.
- Rahn, John (2000). Music Inside Out: Going Too Far in Musical Essays. intro. and comment. by Benjamin Boretz. Amsterdam: G+B Arts International. ISBN 90-5701-332-0. OCLC 154331400.
- Jeppesen, Knud (1992) [1939]. Counterpoint: the polyphonic vocal style of the sixteenth century. trans. by Glen Haydon, with a new foreword by Alfred Mann. New York: Dover. ISBN 0-486-27036-X.
- Anon. (2018). "Species Counterpoint" (PDF). Faculty of Fine Arts, University of Victoria, Canada. Archived from the original (PDF) on 23 October 2018. Retrieved 16 May 2020. (archive from 23 October 2018)
- Spilker, John D. (2013-07-25). "Dissonant counterpoint". The New Grove Dictionary of Music and Musicians. Oxford University Press. doi:10.1093/gmo/9781561592630.article.a2240654. ISBN 9781561592630.
- Fux, Johann Joseph; Mann, Alfred; Edmunds, John (1965). The Study of Counterpoint from Johann Joseph Fux's Gradus ad parnassum. New York: W. W. Norton. ISBN 0-393-00277-2. OCLC 494781. LCC MT40 F83 1965
- Jordania, Joseph (2006). Who Asked the First Question? The Origins of Human Choral Singing, Intelligence, Language and Speech (PDF). Tbilisi: Logos. ISBN 99940-31-81-3. Archived from the original (PDF) on 7 March 2012.